# Großer Preis der Steiermark 2020
Der Große Preis der Steiermark 2020 (offiziell Formula 1 Pirelli Grosser Preis der Steiermark 2020) fand am 12. Juli auf dem Red Bull Ring in Spielberg statt und war das zweite Rennen der Formel-1-Weltmeisterschaft 2020.

## Bericht

### Hintergründe
Nach dem Großen Preis von Österreich führte Valtteri Bottas in der Fahrerwertung mit sieben Punkten vor Charles Leclerc und mit neun Punkten vor Lando Norris. In der Konstrukteurswertung führte Mercedes mit elf Punkten vor McLaren und mit 18 Punkten vor Ferrari.
Im Rahmen des Großen Preises der Steiermark wurde erstmals in der Geschichte der Formel-1-Weltmeisterschaft innerhalb einer Saison ein zweites Rennen auf einer Strecke ausgetragen. Eine Woche zuvor fand der Große Preis von Österreich auf der gleichen Rennstrecke statt.
Beim Großen Preis der Steiermark stellte Pirelli den Fahrern die Reifenmischungen P Zero Hard (weiß, Mischung C2), P Zero Medium (gelb, C3) und P Zero Soft (rot, C4) sowie für Nässe Cinturato Intermediates (grün) und Cinturato Full-Wets (blau) zur Verfügung. Aus logistischen Gründen erhielten alle Fahrer die gleiche Anzahl an Reifensätzen in den jeweiligen Härtegraden, die Abgabe unterschiedlicher Bestellungen war nicht möglich. Jeder Fahrer hatte somit acht Sätze der Soft-, drei Sätze der Medium- und zwei Sätze der Hard-Mischung.
Aufgrund der COVID-19-Pandemie fand der Große Preis der Steiermark unter strikten Sicherheits- und Hygieneregeln statt. So waren keine Zuschauer zugelassen, außerdem musste jede Person, die sich im Fahrerlager aufhielt, spätestens alle fünf Tage auf das Virus SARS-CoV-2 getestet werden.
Da der Große Preis der Steiermark zum ersten Mal ausgetragen wurde, trat kein ehemaliger Sieger zu diesem Grand Prix an. Max Verstappen, Bottas (jeweils zweimal) und Lewis Hamilton (einmal) gewannen in der Vergangenheit jedoch den Großen Preis von Österreich, der ebenfalls auf dem Red Bull Ring ausgetragen wurde.
Als Rennkommissare für dieses Rennwochenende fungierten Gerd Ennser (DEU), Felix Holter (DEU), Emanuele Pirro (ITA) und Walter Jobst (AUT).

### Training
Im ersten freien Training fuhr Sergio Pérez mit einer Rundenzeit von 1:04,867 Minuten die Bestzeit vor Verstappen und Bottas.
Im zweiten freien Training fuhr Verstappen in 1:03,660 Minuten die Bestzeit vor Bottas und Pérez. Das Training wurde nach einem Unfall von Daniel Ricciardo für rund zehn Minuten unterbrochen.
Das dritte freie Training wurde wegen starken Regens abgesagt.

### Qualifying
Nachdem die Strecke vor dem Qualifying weitgehend abgetrocknet war, fing es wenige Minuten vor dem planmäßigen Beginn wieder stärker zu regnen an. Der Start des Qualifyings wurde daher um 45 Minuten verschoben.
Das Qualifying bestand aus drei Teilen mit einer Nettolaufzeit von 45 Minuten. Im ersten Qualifying-Segment (Q1) hatten die Fahrer 18 Minuten Zeit, um sich für das Rennen zu qualifizieren. Alle Fahrer, die im ersten Abschnitt eine Zeit erzielten, die maximal 107 Prozent der schnellsten Rundenzeit betrug, qualifizierten sich für den Grand Prix. Die besten 15 Fahrer erreichten den nächsten Teil. Das Training wurde wenige Sekunden vor dem Ende abgebrochen, nachdem Antonio Giovinazzi sein Fahrzeug nach einem Unfall am Streckenrand abgestellt hatte. Hamilton war Schnellster. Grosjean fuhr wegen eines Problems mit der Kühlung seines Energiespeichers keine gezeitete Runde und qualifizierte sich nicht für das Rennen. Außer ihm schieden die Alfa-Romeo-Piloten, Nicholas Latifi sowie Pérez aus.
Der zweite Abschnitt (Q2) dauerte 15 Minuten. Die schnellsten zehn Piloten qualifizierten sich für den dritten Teil des Qualifyings und mussten mit den hier verwendeten Reifen das Rennen starten, alle anderen hatten freie Reifenwahl für den Rennstart. Da das Qualifying bei Regen ausgetragen wurde, entfiel jedoch diese Verpflichtung. Hamilton war erneut Schnellster. Kevin Magnussen, Daniil Kwjat, Lance Stroll, George Russell und Leclerc schieden aus.
Der letzte Abschnitt (Q3) ging über eine Zeit von zwölf Minuten, in denen die ersten zehn Startpositionen vergeben wurden. Hamilton fuhr mit einer Rundenzeit von 1:19,273 Minuten die Bestzeit vor Verstappen und Carlos Sainz jr. Es war die 89. Pole-Position für Hamilton in der Formel-1-Weltmeisterschaft.
Norris wurde wegen Missachtung gelber Flaggen im freien Training um drei Startplätze nach hinten versetzt. Leclerc wurde ebenfalls um drei Startplätze nach hinten versetzt, weil er Kwjat behindert hatte. Grosjean musste aus der Boxengasse starten, nachdem sein Team gegen die Parc-fermé-Bedingungen verstoßen hatte, um sein Auto nach dem Qualifying zu reparieren.

### Rennen
Hamilton behielt zu Beginn die Führung des Rennens, während es Sainz jr. hinter ihm gelang, Verstappen für den zweiten Platz zu überholen, obwohl der Niederländer seine Position bald zurückeroberte. In der dritten Kurve kam es zu einer Berührung zwischen den Ferrari, wobei Leclerc Sebastian Vettel traf. Der Deutsche schied sofort mit einem kaputten Heckflügel aus, während der Monegasse an die Box ging, um den Frontflügel zu wechseln, aber bereits in der vierten Runde brach auch er das Rennen mit beschädigter Unterkante des Wagens ab. Die Rennleitung beschloss, das Safety-Car auf die Strecke zu schicken, damit die Rennleitung die Strecke von den Trümmern der beiden SF1000 säubern konnte. Es war das zweite Mal nach dem Großen Preis von Brasilien 2019, dass die beiden Teamkollegen kollidierten.
Das Rennen wurde nach einer Runde hinter dem Safety-Car fortgesetzt, wobei Hamilton an der Spitze lag, vor Verstappen, Sainz jr., Bottas, Alexander Albon, Esteban Ocon und Ricciardo. In der vierten Runde kam Russell von der Strecke ab, kehrte aber unbeschädigt wieder zurück und war nun Letzter. Zwei Runden später überholte Bottas Sainz jr. und lag nun auf dem dritten Platz. Kurz darauf verlor der Spanier von McLaren auch gegen Albon eine Position. Pérez drängte derweil nach vorne, überholte zunächst Norris und dann Pierre Gasly und belegte den achten Platz. Auch der Franzose von der Scuderia AlphaTauri wurde in der 20. Runde von Norris überholt.
In Runde 24 legte Verstappen seinen Stopp ein und wechselte erneut auf Medium-Reifen. Er war nun Dritter, immer noch vor dem anderen Red Bull Racing-Fahrer, Albon. Eine Runde später endete das Rennen für Ocon, der wegen eines Problems mit der Elektrik vorsorglich aufgeben musste. Hamilton wartete mit seinem Boxenstopp bis zur 27. Runde. Er kehrte vor Verstappen ins Rennen zurück. Der Brite fuhr auf Anhieb die schnellste Runde, sieben Zehntel schneller als Bottas, der mit dem weichen Reifen auf der Strecke blieb. Sainz jr. stoppte in der 33. Runde, aber der Stopp war aufgrund eines Fehlers der Mechaniker langsam. Auch Stroll hielt in derselben Runde an, um die Reifen zu wechseln. Bottas stoppte kurz darauf und kam hinter Hamilton und Verstappen zurück auf die Strecke. Hinter ihm folgten Albon und Ricciardo.
Am Rande der Punktezone kam es zu einem Kampf zwischen Stroll und den beiden Alfa Romeo Racing-Fahrern, die den Boxenstopp noch nicht eingelegt hatten. Stroll überholte zunächst Kimi Räikkönen und dann Giovinazzi und rückte damit auf den achten Platz vor. In der folgenden Runde wurde der Finne auch von Sainz jr. überholt. Ricciardo stoppte in derselben Runde und kam auf dem siebten Platz zurück. Der Australier kehrte nach Stopps von Pérez und Norris in der 40. Runde auf den fünften Platz zurück. Dann folgten die beiden Racing Points Stroll und Pérez sowie Sainz jr. Räikkönen, Neunter, hatte noch keinen Boxenstopp eingelegt.
In der 46. Runde geht Pérez an Stroll vorbei. Drei Runden später überholte nach einer Reihe schneller Runden auch Ricciardo. Das Tempo des Racing-Point-Fahrers war so gut, dass er näher an Albon auf Platz 4 heranrücken konnte. Im gleichen Zeitraum konnte Bottas auch den Abstand zu Verstappen verkürzen. Allerdings litten beide Fahrer unter Stabilitätsproblemen. Sainz jr. gab die Position an seinen Teamkollegen Norris ab. Der Brite fuhr in der 56. Runde die schnellste Runde und näherte sich damit dem Stroll-Ricciardo-Duo. Bottas‘ Aufholjagd schien in der folgenden Runde mit einem Überholmanöver gegen Verstappen beendet zu sein, doch dem Niederländer gelang es mit einem Überholmanöver außerhalb von Kurve 5 erneut, den Finnen zu überholen. Eine Runde später entschied Bottas dann das Duell für sich.
Sainz jr. legte noch einen Stopp ein, um neue Reifen aufzuziehen und zu versuchen, die beste Runde zu fahren, die in derselben Runde vom Führenden Hamilton gefahren wurde. Die gleiche Strategie des McLaren-Spaniers versuchte auch Verstappen, der jedoch hinter die Überrundeten fiel und im Gegensatz zu Sainz jr. die schnellste Runde nicht unterbieten konnte.
In den letzten Runden holte Norris Stroll und Ricciardo ein und begann einen harten Kampf um den sechsten Platz. Pérez griff Albon um den vierten Platz an, brach sich jedoch den Frontflügel und wurde merklich langsamer. In der vorletzten Runde überholte Stroll Ricciardo und ermöglicht Norris, beide Fahrer anzugreifen: Der Brite setzte sich gegen den Renault durch, schaffte es aber auch nicht, Stroll zu überholen. Erst in der letzten Runde, zwischen der dritten und vierten Kurve, überholte der McLaren-Pilot Stroll.
Hamilton gewann schlussendlich das Rennen vor Bottas und Verstappen. Es war der 85. Sieg für Hamilton in der Formel-1-Weltmeisterschaft. Die restlichen Punkteplatzierungen belegten Albon, Norris, Pérez, Stroll, Ricciardo, Sainz jr. und Kwjat. Da Sainz jr. die schnellste Rennrunde erzielte und das Rennen unter den ersten zehn beendete, erhielt er einen zusätzlichen Punkt.
In der Fahrerwertung blieb Bottas in Führung, Zweiter war nun Hamilton vor Norris. In der Konstrukteurswertung baute Mercedes seinen Vorsprung gegenüber McLaren aus, den dritten Platz belegte jetzt Red Bull Racing.

## Meldeliste
| Team                          | Nr. | Fahrer             | Chassis                            | Motor                              | Reifen |
| ----------------------------- | --- | ------------------ | ---------------------------------- | ---------------------------------- | ------ |
| Mercedes-AMG Petronas F1 Team | 44  | Lewis Hamilton     | Mercedes-AMG F1 W11 EQ Performance | Mercedes-AMG F1 M11 EQ Performance | P      |
| Mercedes-AMG Petronas F1 Team | 77  | Valtteri Bottas    | Mercedes-AMG F1 W11 EQ Performance | Mercedes-AMG F1 M11 EQ Performance | P      |
| Scuderia Ferrari              | 05  | Sebastian Vettel   | Ferrari SF1000                     | Ferrari 065                        | P      |
| Scuderia Ferrari              | 16  | Charles Leclerc    | Ferrari SF1000                     | Ferrari 065                        | P      |
| Aston Martin Red Bull Racing  | 33  | Max Verstappen     | Red Bull Racing RB16               | Honda RA620H                       | P      |
| Aston Martin Red Bull Racing  | 23  | Alexander Albon    | Red Bull Racing RB16               | Honda RA620H                       | P      |
| McLaren F1 Team               | 55  | Carlos Sainz jr.   | McLaren MCL35                      | Renault E-Tech 20                  | P      |
| McLaren F1 Team               | 04  | Lando Norris       | McLaren MCL35                      | Renault E-Tech 20                  | P      |
| Renault DP World F1 Team      | 03  | Daniel Ricciardo   | Renault R.S.20                     | Renault E-Tech 20                  | P      |
| Renault DP World F1 Team      | 31  | Esteban Ocon       | Renault R.S.20                     | Renault E-Tech 20                  | P      |
| Scuderia AlphaTauri Honda     | 26  | Daniil Kwjat       | AlphaTauri AT01                    | Honda RA620H                       | P      |
| Scuderia AlphaTauri Honda     | 10  | Pierre Gasly       | AlphaTauri AT01                    | Honda RA620H                       | P      |
| BWT Racing Point F1 Team      | 11  | Sergio Pérez       | Racing Point RP20                  | BWT Mercedes                       | P      |
| BWT Racing Point F1 Team      | 18  | Lance Stroll       | Racing Point RP20                  | BWT Mercedes                       | P      |
| Alfa Romeo Racing Orlen       | 07  | Kimi Räikkönen     | Alfa Romeo Racing C39              | Ferrari 065                        | P      |
| Alfa Romeo Racing Orlen       | 88  | Robert Kubica      | Alfa Romeo Racing C39              | Ferrari 065                        | P      |
| Alfa Romeo Racing Orlen       | 99  | Antonio Giovinazzi | Alfa Romeo Racing C39              | Ferrari 065                        | P      |
| Haas F1 Team                  | 08  | Romain Grosjean    | Haas VF-20                         | Ferrari 065                        | P      |
| Haas F1 Team                  | 20  | Kevin Magnussen    | Haas VF-20                         | Ferrari 065                        | P      |
| Williams Racing               | 63  | George Russell     | Williams FW43                      | Mercedes-AMG F1 M11 EQ Performance | P      |
| Williams Racing               | 06  | Nicholas Latifi    | Williams FW43                      | Mercedes-AMG F1 M11 EQ Performance | P      |
| Williams Racing               | 40  | Jack Aitken        | Williams FW43                      | Mercedes-AMG F1 M11 EQ Performance | P      |

Anmerkungen
1. 1 2  Der Alfa Romeo Racing mit der Startnummer 88 wurde im ersten freien Training für Kubica eingesetzt. Giovinazzi übernahm das Fahrzeug anschließend für das restliche Rennwochenende mit seiner Startnummer 99.
2. 1 2  Der Williams mit der Startnummer 40 wurde im ersten freien Training für Aitken eingesetzt. Russell übernahm das Fahrzeug anschließend für das restliche Rennwochenende mit seiner Startnummer 63.

## Klassifikationen

### Qualifying
| Pos.                                                                      | Fahrer             | Konstrukteur              | Q1         | Q2       | Q3       | Start |
| ------------------------------------------------------------------------- | ------------------ | ------------------------- | ---------- | -------- | -------- | ----- |
| 01                                                                        | Lewis Hamilton     | Mercedes                  | 1:18,188   | 1:17,825 | 1:19,273 | 01    |
| 02                                                                        | Max Verstappen     | Red Bull Racing-Honda     | 1:18,297   | 1:17,938 | 1:20,489 | 02    |
| 03                                                                        | Carlos Sainz jr.   | McLaren-Renault           | 1:18,590   | 1:18,836 | 1:20,671 | 03    |
| 04                                                                        | Valtteri Bottas    | Mercedes                  | 1:18,791   | 1:18,657 | 1:20,701 | 04    |
| 05                                                                        | Esteban Ocon       | Renault                   | 1:19,687   | 1:18,764 | 1:20,922 | 05    |
| 06                                                                        | Lando Norris       | McLaren-Renault           | 1:18,504   | 1:18,448 | 1:20,925 | 09    |
| 07                                                                        | Alexander Albon    | Red Bull Racing-Honda     | 1:20,882   | 1:19,014 | 1:21,011 | 06    |
| 08                                                                        | Pierre Gasly       | AlphaTauri-Honda          | 1:20,192   | 1:18,744 | 1:21,028 | 07    |
| 09                                                                        | Daniel Ricciardo   | Renault                   | 1:19,662   | 1:19,229 | 1:21,192 | 08    |
| 10                                                                        | Sebastian Vettel   | Ferrari                   | 1:20,243   | 1:19,545 | 1:21,651 | 10    |
| 11                                                                        | Charles Leclerc    | Ferrari                   | 1:20,871   | 1:19,628 | –        | 14    |
| 12                                                                        | George Russell     | Williams-Mercedes         | 1:20,382   | 1:19,636 | –        | 11    |
| 13                                                                        | Lance Stroll       | Racing Point-BWT Mercedes | 1:19,697   | 1:19,645 | –        | 12    |
| 14                                                                        | Daniil Kwjat       | AlphaTauri-Honda          | 1:19,824   | 1:19,717 | –        | 13    |
| 15                                                                        | Kevin Magnussen    | Haas-Ferrari              | 1:21,140   | 1:20,211 | –        | 15    |
| 16                                                                        | Kimi Räikkönen     | Alfa Romeo Racing-Ferrari | 1:21,372   | –        | –        | 16    |
| 17                                                                        | Sergio Pérez       | Racing Point-BWT Mercedes | 1:21,607   | –        | –        | 17    |
| 18                                                                        | Nicholas Latifi    | Williams-Mercedes         | 1:21,759   | –        | –        | 18    |
| 19                                                                        | Antonio Giovinazzi | Alfa Romeo Racing-Ferrari | 1:21,831   | –        | –        | 19    |
| 107-Prozent-Zeit: 1:23,661 min (bezogen auf Q1-Bestzeit von 1:18,188 min) |                    |                           |            |          |          |       |
| DNQ                                                                       | Romain Grosjean    | Haas-Ferrari              | keine Zeit | –        | –        | Box   |

Anmerkungen:
1. ↑  Norris wurde wegen des Missachtens gelber Flaggen um drei Startplätze nach hinten versetzt.
2. ↑  Leclerc wurde um drei Startplätze nach hinten versetzt, da er Kwjat im Qualifying behindert hatte.
3. ↑  Giovinazzi wurde wegen eines vorzeitigen Getriebewechsels um zehn Startplätze nach hinten versetzt.
4. ↑  Grosjean musste wegen Verstößen gegen die Parc-fermé-Bedingungen aus der Boxengasse starten.

### Rennen
| Pos. | Fahrer             | Konstrukteur              | Runden | Stopps | Zeit        | Start | Schnellste Runde |
| ---- | ------------------ | ------------------------- | ------ | ------ | ----------- | ----- | ---------------- |
| 01   | Lewis Hamilton     | Mercedes                  | 71     | 1      | 1:22:50,683 | 01    | 1:06,719 (68.)   |
| 02   | Valtteri Bottas    | Mercedes                  | 71     | 1      | + 13,719    | 04    | 1:07,534 (62.)   |
| 03   | Max Verstappen     | Red Bull Racing-Honda     | 71     | 2      | + 33,698    | 02    | 1:06,145 (70.)   |
| 04   | Alexander Albon    | Red Bull Racing-Honda     | 71     | 1      | + 44,400    | 06    | 1:07,299 (67.)   |
| 05   | Lando Norris       | McLaren-Renault           | 71     | 1      | + 1:01,470  | 09    | 1:07,193 (66.)   |
| 06   | Sergio Pérez       | Racing Point-BWT Mercedes | 71     | 1      | + 1:02,387  | 17    | 1:07,188 (68.)   |
| 07   | Lance Stroll       | Racing Point-BWT Mercedes | 71     | 1      | + 1:02,453  | 12    | 1:07,833 (65.)   |
| 08   | Daniel Ricciardo   | Renault                   | 71     | 1      | + 1:02,591  | 08    | 1:07,832 (65.)   |
| 09   | Carlos Sainz jr.   | McLaren-Renault           | 70     | 2      | + 1 Runde   | 03    | 1:05,619 (68.)   |
| 10   | Daniil Kwjat       | AlphaTauri-Honda          | 70     | 1      | + 1 Runde   | 13    | 1:08,378 (60.)   |
| 11   | Kimi Räikkönen     | Alfa Romeo Racing-Ferrari | 70     | 1      | + 1 Runde   | 16    | 1:08,382 (57.)   |
| 12   | Kevin Magnussen    | Haas-Ferrari              | 70     | 1      | + 1 Runde   | 15    | 1:08,009 (69.)   |
| 13   | Romain Grosjean    | Haas-Ferrari              | 70     | 1      | + 1 Runde   | Box   | 1:08,047 (69.)   |
| 14   | Antonio Giovinazzi | Alfa Romeo Racing-Ferrari | 70     | 1      | + 1 Runde   | 19    | 1:08,512 (54.)   |
| 15   | Pierre Gasly       | AlphaTauri-Honda          | 70     | 2      | + 1 Runde   | 07    | 1:07,827 (69.)   |
| 16   | George Russell     | Williams-Mercedes         | 69     | 1      | + 2 Runden  | 11    | 1:08,601 (36.)   |
| 17   | Nicholas Latifi    | Williams-Mercedes         | 69     | 1      | + 2 Runden  | 18    | 1:08,806 (68.)   |
| –    | Esteban Ocon       | Renault                   | 25     | 0      | DNF         | 05    | 1:09,321 (22.)   |
| –    | Charles Leclerc    | Ferrari                   | 4      | 1      | DNF         | 14    | 1:35,379 (03.)   |
| –    | Sebastian Vettel   | Ferrari                   | 1      | 0      | DNF         | 10    | –                |

## WM-Stände nach dem Rennen
Die ersten zehn des Rennens bekamen 25, 18, 15, 12, 10, 8, 6, 4, 2 bzw. 1 Punkt(e). Zusätzlich gab es einen Punkt für die schnellste Rennrunde, da der Fahrer unter den ersten zehn landete.

### Fahrerwertung
| Pos. | Fahrer           | Konstrukteur              | Punkte |
| ---- | ---------------- | ------------------------- | ------ |
| 01   | Valtteri Bottas  | Mercedes                  | 43     |
| 02   | Lewis Hamilton   | Mercedes                  | 37     |
| 03   | Lando Norris     | McLaren-Renault           | 26     |
| 04   | Charles Leclerc  | Ferrari                   | 18     |
| 05   | Sergio Pérez     | Racing Point-BWT Mercedes | 16     |
| 06   | Max Verstappen   | Red Bull Racing-Honda     | 15     |
| 07   | Carlos Sainz jr. | McLaren-Renault           | 13     |
| 08   | Alexander Albon  | Red Bull Racing-Honda     | 12     |
| 09   | Pierre Gasly     | AlphaTauri-Honda          | 6      |
| 10   | Lance Stroll     | Racing Point-BWT Mercedes | 6      |

| Pos. | Fahrer             | Konstrukteur              | Punkte |
| ---- | ------------------ | ------------------------- | ------ |
| 11   | Esteban Ocon       | Renault                   | 4      |
| 11   | Daniel Ricciardo   | Renault                   | 4      |
| 13   | Antonio Giovinazzi | Alfa Romeo Racing-Ferrari | 2      |
| 14   | Daniil Kwjat       | AlphaTauri-Honda          | 1      |
| 15   | Sebastian Vettel   | Ferrari                   | 1      |
| 16   | Nicholas Latifi    | Williams-Mercedes         | 0      |
| 17   | Kimi Räikkönen     | Alfa Romeo Racing-Ferrari | 0      |
| 18   | Kevin Magnussen    | Haas-Ferrari              | 0      |
| 19   | Romain Grosjean    | Haas-Ferrari              | 0      |
| 20   | George Russell     | Williams-Mercedes         | 0      |

### Konstrukteurswertung
| Pos. | Konstrukteur              | Punkte |
| ---- | ------------------------- | ------ |
| 1    | Mercedes                  | 80     |
| 2    | McLaren-Renault           | 39     |
| 3    | Red Bull Racing-Honda     | 27     |
| 4    | Racing Point-BWT Mercedes | 22     |
| 5    | Ferrari                   | 19     |

| Pos. | Konstrukteur              | Punkte |
| ---- | ------------------------- | ------ |
| 06   | Renault                   | 8      |
| 07   | AlphaTauri-Honda          | 7      |
| 08   | Alfa Romeo Racing-Ferrari | 2      |
| 09   | Williams-Mercedes         | 0      |
| 10   | Haas-Ferrari              | 0      |